# Ilex decidua
Ilex decidua là một loài thực vật có hoa trong họ Aquifoliaceae. Loài này được Walter mô tả khoa học đầu tiên năm 1788.

## Hình ảnh

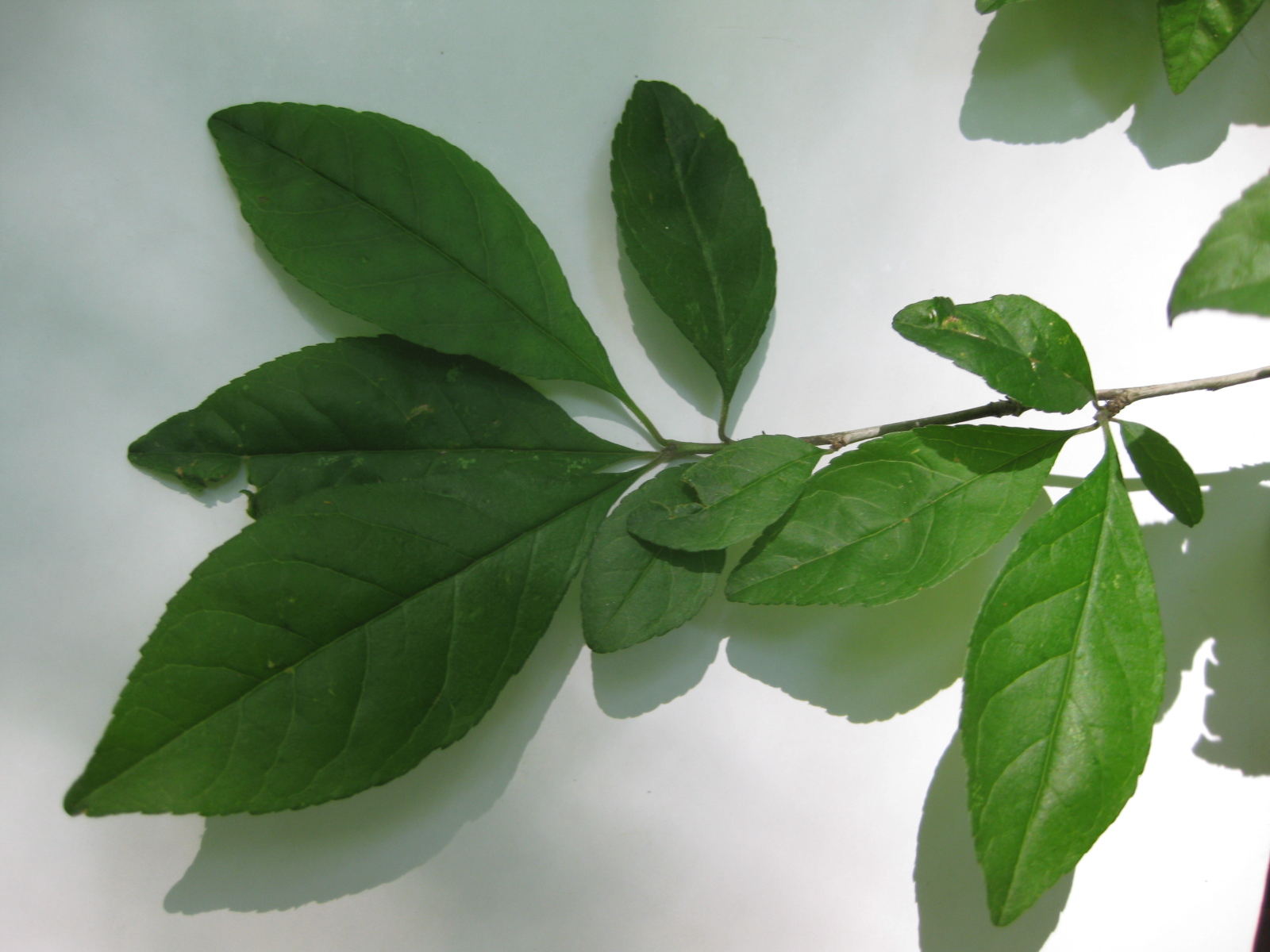
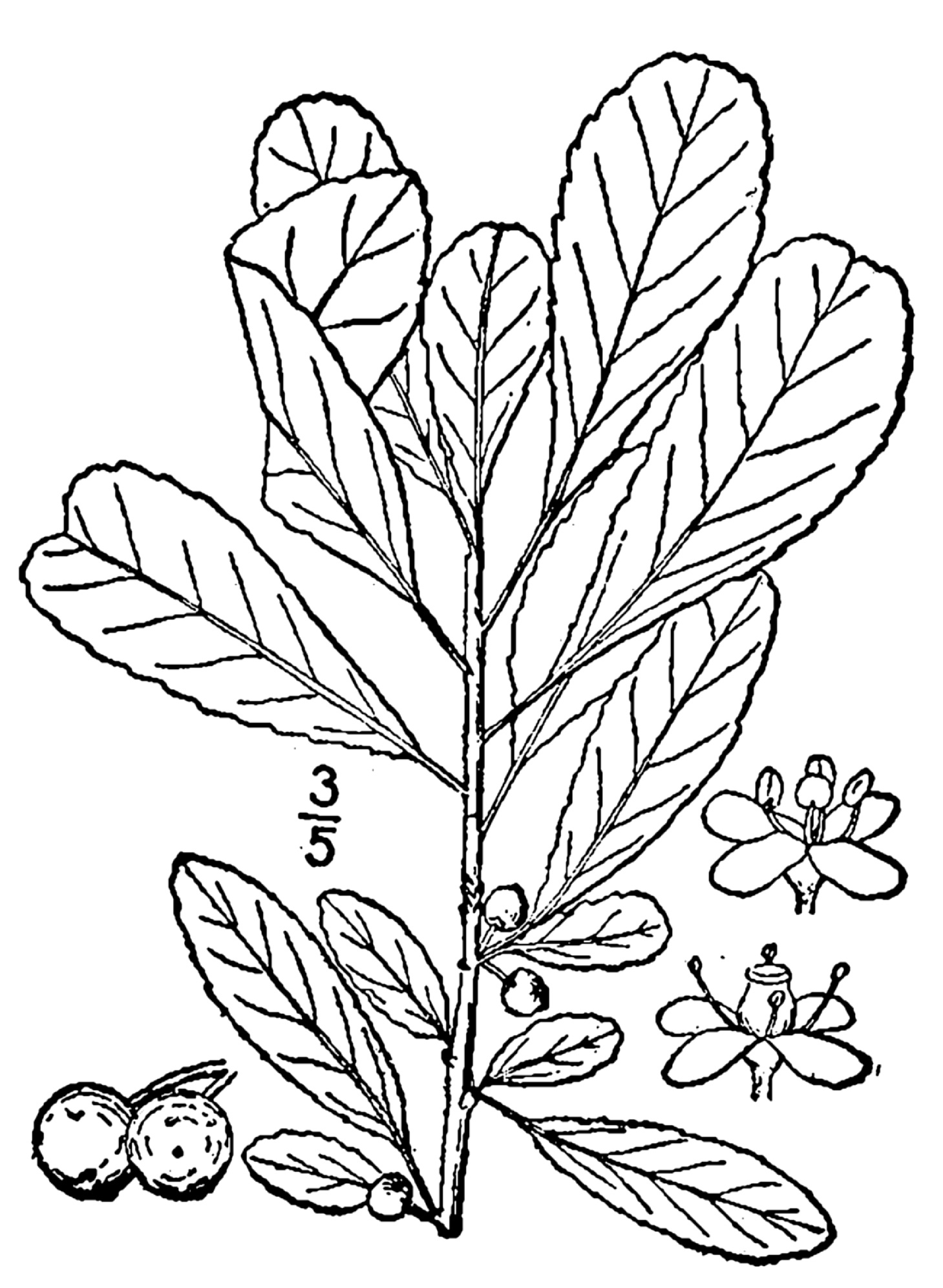
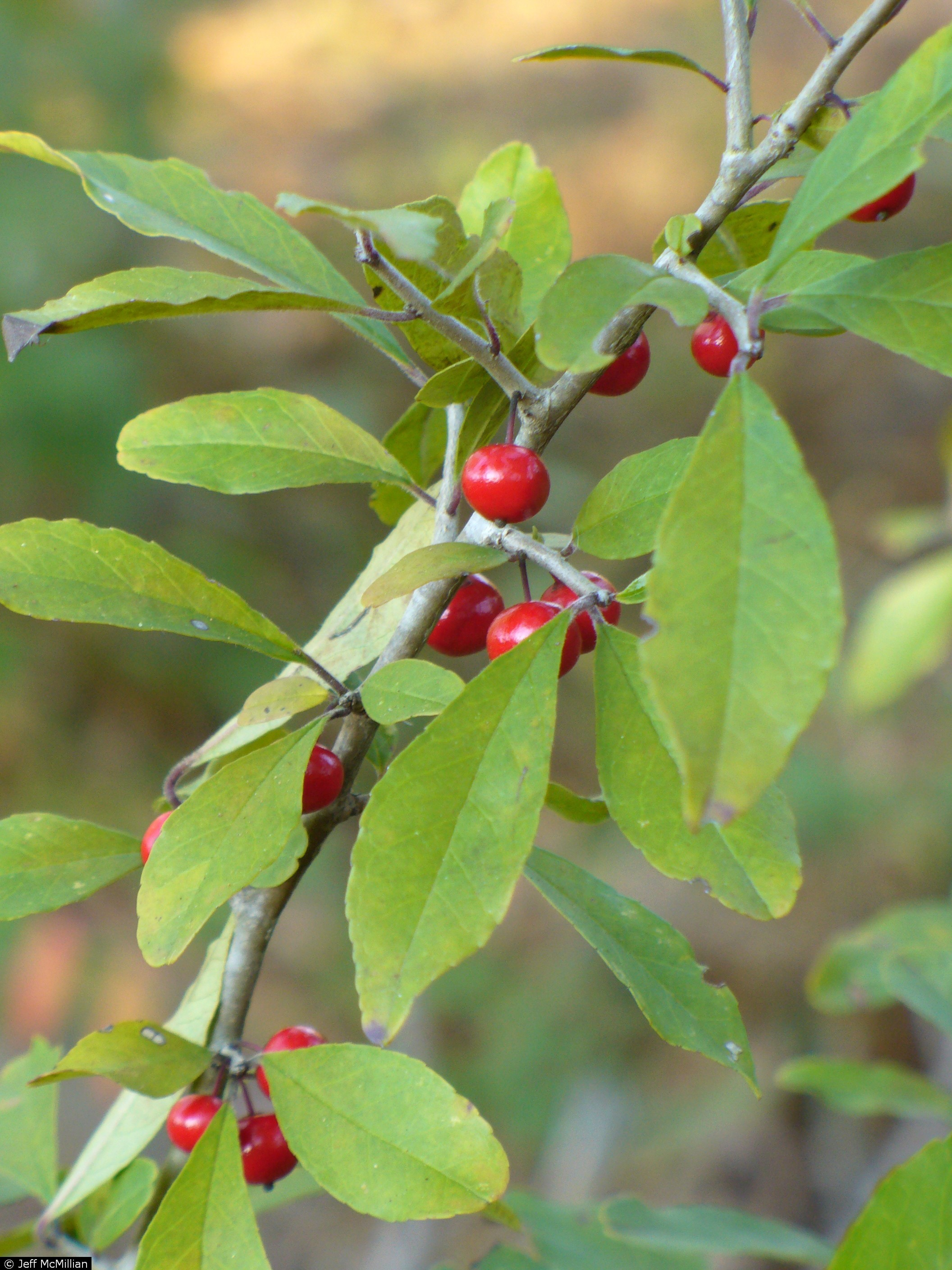
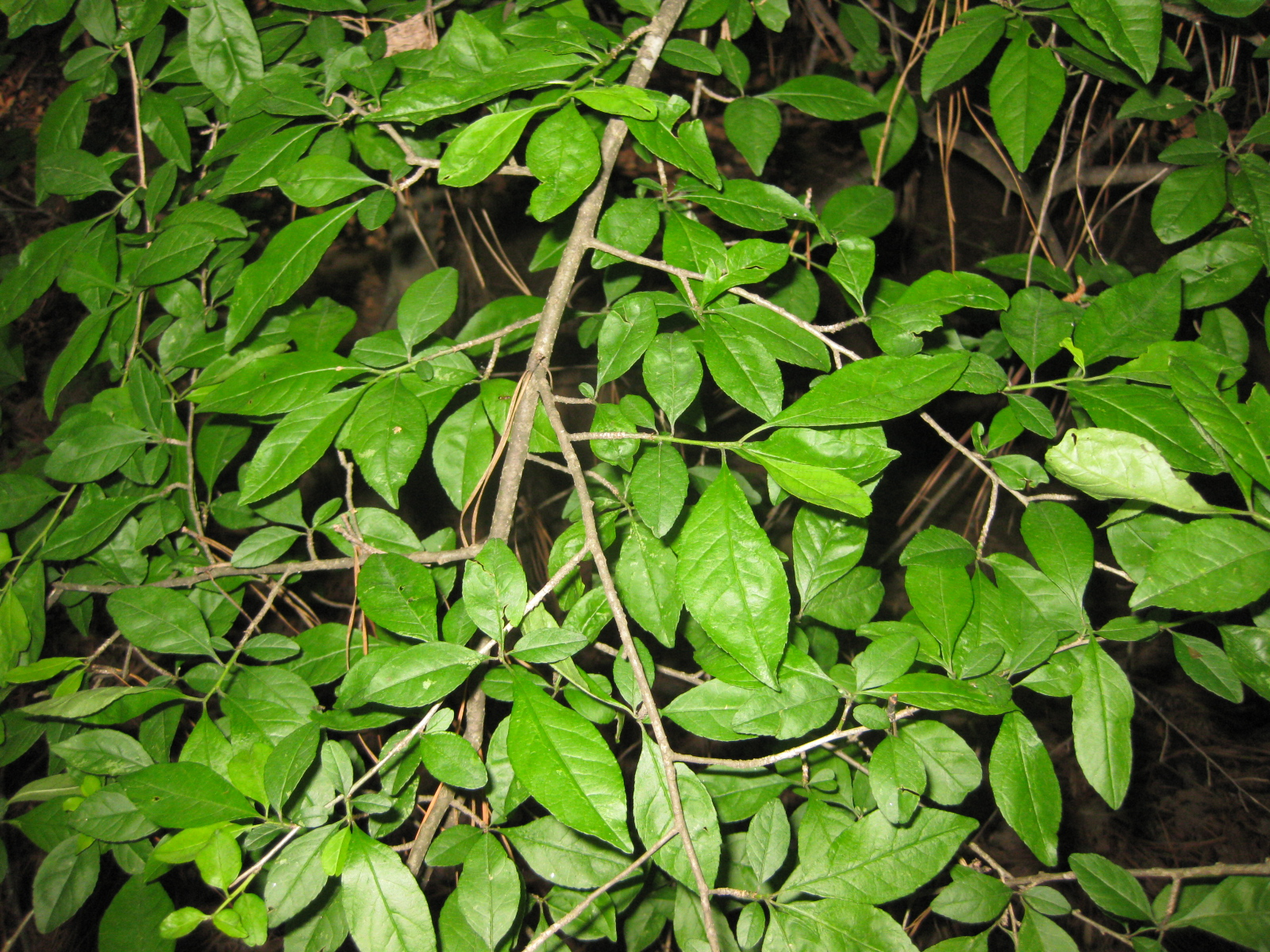